# Because This is My First Life
Because This is My First Life (hangul: 이번 생은 처음이라; rr: Ibeon Saengeun Cheoeumira) é uma telenovela sul-coreana exibida pela tvN de 9 de outubro a 28 de novembro de 2017, estrelada por Lee Min-ki e Jung So-min.

## Enredo
Nam Se-hee (Lee Min-ki) e Yoon Ji-ho (Jung So-min) são solteiros nos trinta e poucos, começam a viver juntos como companheiros de casa.

## Elenco

### Elenco principal
- Lee Min-ki como Nam Se-hee
- Jung So-min como Yoon Ji-ho

### Elenco de apoio
- Esom como Woo Su-ji
- Park Byung-eun como Ma Sang-goo
- Kim Ga-eun como Yang Ho-rang
- Kim Min-seok como Sim Won-seok

#### Núcleo Nam Se-hee
- Kim Eung-soo como Nam Hee-bong
- Moon Hee-kyung como Jo Myung-ji

#### Núcleo Yoon Ji-ho
- Kim Byeong-ok como Yoon Jong-soo
- Kim Sun-young como Kim Hyun-ja
- Noh Jong-hyun como Yoon Ji-suk
- Jeon Hye-won como Lee Eun-sol

#### Elenco estendido
- Kim Min-kyu como Yeon Bok-nam
- Lee Chung-ah como Go Jung-min
- Yoon Bo-mi como Yoon Bo-mi
- Hwang Seok-jeong como Writer Hwang

### Aparições especiais
- Yoon Doo-joon (episódio 1)
- Yoon So-hee (episódio 1)
- Jang Won-young como diretor

## Trilha sonora
1. Star Figure (별 그림) - U-ji
2. Everyday - Haebin (Gugudan)
3. I Want To Love (사랑하고 싶게 돼) - MeloMance
4. Marriage (결혼) - MoonMoon
5. This Life - Moon Sung-nam
6. Shelter (feat. Lee Yo-han) - Heejin (Good Day)
7. Tomorrow - Ryu Ji-hyun
8. Can't Go (갈 수가 없어) - Ben

## Classificações
Na tabela abaixo, os números azuis representam as mais baixas classificações e os números vermelhos representam as classificações mais elevadas.
| Episódio | Data de transmissão original | Título                                                                  | Audiência média | Audiência média | Audiência média    | Audiência média |
| Episódio | Data de transmissão original | Título                                                                  | AGB Nielsen     | AGB Nielsen     | Classificação TNmS |                 |
| Episódio | Data de transmissão original | Título                                                                  | Em todo o país  | Seul            | Classificação TNmS |                 |
| -------- | ---------------------------- | ----------------------------------------------------------------------- | --------------- | --------------- | ------------------ | --------------- |
| 1        | 9 de outubro de 2017         | Because This is My First Time Being Thirty (서른은 처음이라)            | 2.023%          | 2.491%          | 2.3%               |                 |
| 2        | 10 de outubro de 2017        | Because This is My First Kiss (키스는 제가 처음이라)                    | 2.647%          | 3.738%          | 2.5%               |                 |
| 3        | 16 de outubro de 2017        | Because This is My First Proposal (프로포즈는 제가 처음이라)            | 2.292%          | 2.825%          | 3.0%               |                 |
| 4        | 17 de outubro de 2017        | Because This is My First Marriage (결혼은 제가 처음이라)                | 3.841%          | 4.702%          | 3.6%               |                 |
| 5        | 23 de outubro de 2017        | Because This is My First Promise (약속은 처음이라)                      | 2.725%          | 3.263%          | 2.9%               |                 |
| 6        | 24 de outubro de 2017        | Because This is "Our" First Time ('우리'는 처음이라)                    | 3.636%          | 3.889%          | 4.5%               |                 |
| 7        | 30 de outubro de 2017        | Because This is My First YOLO (욜로는 처음이라)                         | 3.266%          | 4.179%          | 3.2%               |                 |
| 8        | 31 de outubro de 2017        | Because This is My First Husband (남편은 처음이라)                      | 3.779%          | 4.242%          | 4.0%               |                 |
| 9        | 6 de novembro de 2017        | Because This is the First Time I Belong Somewhere (소속감은 처음이라)   | 3.652%          | 5.030%          | 3.3%               |                 |
| 10       | 7 de novembro de 2017        | Because This is My First Time Having In-laws (시월드는 처음이라)        | 4.197%          | 5.177%          | 5.0%               |                 |
| 11       | 13 de novembro de 2017       | Because This is My First Beach (오늘의 바다는 처음이라)                 | 3.528%          | 4.082%          | 3.8%               |                 |
| 12       | 14 de novembro de 2017       | Because This is My First Desire (욕망은 처음이라)                       | 3.940%          | 4.814%          | 5.0%               |                 |
| 13       | 20 de novembro de 2017       | Because This is My First Time Visiting Your Room (당신의 방은 처음이라) | 3.545%          | 4.411%          | 4.1%               |                 |
| 14       | 21 de novembro de 2017       | Because This is My First Confession (고백은 처음이라)                   | 4.236%          | 5.273%          | 4.7%               |                 |
| 15       | 27 de novembro de 2017       | Because This is My First Intermission (인터미션은 처음이라)             | 3.786%          | 4.982%          | 4.2%               |                 |
| 16       | 28 de novembro de 2017       | Because This is My First Life (이번 생은 처음이라)                      | 4.931%          | 5.862%          | 5.0%               |                 |
| Média    | Média                        | Média                                                                   | 3.463%          | 4.271%          | 3.8%               |                 |

- Este drama foi transmitido por um canal de televisão por assinatura, que normalmente tem um público relativamente menor em comparação com as emissoras de televisão abertas (KBS, SBS, MBC e EBS).